# Ценжів (станція)
Це́нжів — проміжна залізнична станція Івано-Франківської дирекції Львівської залізниці на лінії Стрий — Івано-Франківськ між станціями Івано-Франківськ (16 км) та Боднарів (12 км). Розташована на околиці однойменного села Івано-Франківського району Івано-Франківської області.

## Пасажирське сполучення
На станції зупиняються лише приміські поїзди сполученням Івано-Франківськ — Стрий.